# Киикбайтам
Киикбайтам — мавзолей, архитектурный памятник в Улытауском районе Карагандинской области, на правом берегу реки Кара-Кенгир.
Исследован в 1946 году Центрально-Казахстанской археологической экспедицией под руководством А.Маргулана. Судя по постройке из сырцового кирпича, относится к памятникам XVIII—XIX века.
Имел купол бирюзового цвета.